# Râul Prăvăleni
Râul Prăvăleni este un curs de apă, afluent al râului Crișul Alb. Cursul superior al râului este cunoscut și sub numele de Râul Ciungani

## Hărți
- Harta județului Hunedoara
- Harta munții Apuseni
- Harta munții Bihor